# Oblężenie Edessy
Oblężenie Edessy – oblężenie łacińskiego miasta Edessa w maju 1104 roku przez Turków Seldżuckich, zakończone niepowodzeniem i klęską agresorów.

## Przed oblężeniem

### Bitwa pod Harran
W odpowiedzi na ataki hrabiego Edessy Baldwina II na tureckie miasto Harran, w marcu 1104 roku, dwaj wodzowie muzułmańscy – atabeg Mosulu Dżikirmisz i książę artukidzki Sukman Ibn Artuk zaprzestali swoich dotychczasowych kłótni i, połączywszy siły, wspólnie wyruszyli przeciwko Edessie. Musieli jednak przerwać swoją wyprawę, gdy doszły ich wieści, że Baldwin wspólnie z księciem Antiochii Boemundem prowadzi generalną ofensywę przeciwko Harranowi. Wojska tureckie natychmiast zawróciły i 7 maja stawiły czoła łacinnikom, zwyciężając ich siły w bitwie pod Harran. Choć armia Księstwa Antiochii zawróciła do Syrii w składzie niemal nienaruszonym, większość żołnierzy edessańskich została wycięta w pień, a hrabia Baldwin dostał się do niewoli.
Sojusz między Dżikirmiszem a Sukmanem rozpadł się następnego dnia po bitwie. Artukida zagarnął większość łupów i jeńców, włącznie z Baldwinem, co wzbudziło zazdrość Dżikirmisza. Wysłał on swoich żołnierzy, którzy napadli na namiot Sukmana i uprowadzili hrabiego Edessy. Choć jego podwładni pragnęli rewanżu, Sukman powstrzymał się od zemsty na Dżikirmiszu, mówiąc:

Wolę stracić swoje łupy, niż dać Frankom powód do naigrawania się z naszej głupoty.

Książę Sukman zadowolił się tylko zniszczeniem kilku przygranicznych fortów edessańskich, po czym powrócił do rodzinnych posiadłości w Mardinie. Zabezpieczył swoje ziemie przed ewentualnym najazdem Dżikirmisza i zrezygnował z dalszego prowadzenia działań wojennych przeciwko łacinnikom.

### Ofensywa Dżikirmisza i regencja Tankreda
Dżikirmisz tymczasem nie zamierzał pójść w jego ślady i nie poniechał wcześniejszego planu przeprowadzenia generalnej ofensywy przeciwko Edessie. Choć bez pomocy Sukmana jego siły już nie były tak liczne, liczył na to, że zastanie miasto słabo bronione, gdyż większość rycerstwa edessańskiego poległa w ostatniej bitwie. Łacinnicy okazali się jednak zapobiegliwi. Po odwrocie spod Harranu, Boemund doskonale zdawał sobie sprawę ze słabości Hrabstwa Edessy, a także jej ogromnego znaczenia dla państw krzyżowców jako buforu, przyjmującego na siebie ataki agresywnych tureckich sąsiadów. Dlatego, jeszcze przed powrotem do Antiochii, Boemund wysłał do Edessy część swoich sił, by wzmocnić tamtejszy garnizon. Baldwin II znajdował się tymczasowo w niewoli, więc hrabstwo potrzebowało kogoś, kto obejmie w nim rządy do czasu powrotu prawowitego władcy. Idealnym kandydatem na to miejsce był Tankred, siostrzeniec Boemunda i książę Galilei, który z chęcią przyjął propozycję sprawowania regencji i niezwłocznie zaczął szykować miasto do obrony.
W tym samym czasie, Dżikirmisz przygotowywał się, żeby wykorzystać zwycięstwo spod Harranu i zdobyć Edessę szybkim szturmem. Popełnił jednak błąd, bowiem nie wyruszył na miasto od razu, wpierw kierując się na wschodnie ziemie hrabstwa - do Szabachtanu, gdzie zajął się zdobywaniem okolicznych zamków łacińskich. Zwłoka ta, choć niewielka, obróciła się na korzyść chrześcijan. Tankred miał dość czasu, by naprawić umocnienia w Edessie i przygotować się do obrony, skutkiem czego, gdy armia turecka stanęła pod murami miasta, zastała fortyfikacje znajdujące się w świetnym stanie, a garnizon gotowy do walki.

## Oblężenie Edessy
W drugiej połowie maja (lub pod koniec miesiąca - dokładna data jest nieznana) wojsko Dżikirmisza przybyło z Szabachtanu prosto pod Edessę. Turcy byli ufni w swe siły i niezwłocznie przystąpili do generalnego szturmu na miasto. Mimo wsparcia garnizonu przez żołnierzy antiocheńskich, Tankred miał spore kłopoty z obroną. Łacinnikom udało się odeprzeć szturm głównie dzięki potężnym fortyfikacjom miasta i męstwu żołnierzy, z których najbardziej zasłużyli się miejscowi Ormianie. Niemniej jednak, pomimo tego zwycięstwa, obrońcy znaleźli się w bardzo ciężkiej opresji. Tankred wysłał do Boemunda kuriera z prośbą o natychmiastową pomoc. W tym czasie Księstwo Antiochii miało sporo własnych problemów. Wiele miast uznających zwierzchność księcia Antiochii oddało się w ręce muzułmanów z Aleppa, a sąsiedni Bizantyńczycy byli do niego wrogo nastawieni. Boemund rozumiał jednak, że stawką jest istnienie Hrabstwa Edessy, dlatego nie zwlekając zebrał swoje wojska i ruszył Tankredowi z pomocą. Na nieszczęście dla łacinników, stan dróg był w hrabstwie fatalny i antiocheńczycy posuwali się w bardzo wolnym tempie.
Tymczasem w Edessie nic nie wiedziano o przyczynie tych opóźnień i morale obrońców zaczęło spadać. Tankred znalazł się w sytuacji krytycznej i, będąc na skraju desperacji, postanowił przeprowadzić ryzykowne uderzenie na pozycję Dżikirmisza. Nocą żołnierze edessańscy dokonali wypadu z miasta i pod osłoną ciemności zaatakowali Turków. Muzułmanie byli pewni siebie, a większość spała, zostali więc kompletnie zaskoczeni tą nagłą napaścią. Wielu zginęło, ale Dżikirmisz wciąż miał jeszcze nadzieje na odzyskanie inicjatywy. Jednakże, w tym samym momencie, od tyłu uderzyły na niego oddziały Boemunda, który właśnie przybył pod Edessę. Większość Turków zginęła z rąk łacinników żądnych zemsty po klęsce pod Harranem. Dżikirmisz w ostatniej chwili zbiegł z pola bitwy, pozostawiając w obozie wszystkie swoje skarby i cały dobytek. Ten nagły atak Tankreda połączony z natarciem wojsk Boemunda uratował Edessę dla chrześcijaństwa. Pokazał też, że łacinnicy z Syrii – mimo częstych rozdźwięków i kłótni - w kryzysowej sytuacji są gotowi do okazania wzajemnej pomocy.
Pośród jeńców wziętych do niewoli przez chrześcijan znalazła się wysoko urodzona księżniczka seldżucka z dworu emira, pozostawiona przez Dżikrmisza w obozie podczas jego pospiesznej ucieczki. Po powrocie do swoich posiadłości, postanowił on za wszelką cenę odzyskać tę damę, oferując za nią duży okup w wysokości piętnastu tysięcy bizantów Przedstawił także drugą ofertę, proponując wymianę jej na hrabiego Edessy Baldwina II, który od czasu bitwy pod Harran, pozostawał u emira w niewoli. Kiedy wieści o tej propozycji dotarły do Jerozolimy, król Baldwin I napisał do Boemunda, by nie zmarnował tej okazji, żeby uwolnić hrabiego. Powrót prawowitego pana Edessy nie był jednak na rękę ani Tankredowi, któremu podobała się nowa pozycja regenta i związana z nią władza, ani Boemundowi pragnącemu trzymać swego krnąbrnego siostrzeńca z dala od Księstwa Antiochii. Do tego, obaj Hauteville'owie potrzebowali pieniędzy. Odpowiedzieli zatem królowi, że w sprawie wymiany zakładników trzeba działać powoli, bo emir, widząc ich wahanie, z pewnością jeszcze bardziej uatrakcyjni swoją ofertę. W tym samym czasie, potajemnie dogadali się z Dżikirmiszem i załatwili kwestię wypłacenia im okupu w zamian za księżniczkę, skutkiem czego hrabia Baldwin pozostał w niewoli, poświęcony przez swych towarzyszy dla pieniędzy.